# Neb Bluff
Das Neb Bluff (englisch für Schnabelklippe) ist ein Felsenkliff an der Loubet-Küste des Grahamlands auf der Antarktischen Halbinsel. Es ragt 10 km südlich des Orford-Kliff am Ostufer des Lallemand-Fjords auf.
Der Falkland Islands Dependencies Survey nahm 1956 Vermessungen und die deskriptive Benennung vor.